# Odbor Evropskega parlamenta za zunanje zadeve
Odbor za zunanje zadeve (kratica: AFET, po francoskem imenu Affaires étrangères), prej imenovan Politične zadeve, je odbor Evropskega parlamenta. Sestavljen je iz 75 članov in 74 namestnikov. Ima dva pododbora: Pododbor za človekove pravice (DROI) in Pododbor za varnost in obrambo (SEDE).
Zunanje zadeve niso področje, nad katerim bi imel Evropski parlament veliko moč, a kljub temu igra pomembno vlogo.

## Člani
Za najnovejši seznam članov glej: spletno mesto Evropskega parlamenta: člani AFET

## Predsedniki
| Mandat | Predsednik                | Skupina | Država              |
| --- | ------------------------- | ------- | ------------------- |
| Julij 1979 – april 1980 | Emilio Colombo            | ELS     | Italija             |
| April 1980 – julij 1984 | Mariano Govorice          | ELS     | Italija             |
| Julij 1984 – januar 1987 | Roberto Formigoni         | ELS     | Italija             |
| Januar 1987 – julij 1989 | Sergio Ercini             | ELS     | Italija             |
| Julij 1989 – februar 1991 | Giovanni Goria            | ELS     | Italija             |
| Februar 1991 – januar 1992 | Maria Luisa Cassanmagnago | ELS     | Italija             |
| Januar 1992 – julij 1994 | Enrique Barón             | SOC     | Španija             |
| Julij 1994 – januar 1997 | Abel Matutes              | ELS     | Španija             |
| Januar 1997 – julij 1999 | Tom Spencer               | ELS     | Združeno kraljestvo |
| Julij 1999 – februar 2007 | Elmar Brok                | ELS     | Nemčija             |
| Februar 2007 – julij 2009 | Jacek Saryusz-Wolski      | ELS     | Poljska             |
| Julij 2009 – december 2012 | Gabriele Albertini        | ELS     | Italija             |
| December 2012 – 18. januar 2017 | Elmar Brok                | ELS     | Nemčija             |
| 24. januar 2017 – | David McAllister          | ELS     | Nemčija             |
| Vir (1979–2007):Corbett, Richard; Jacobs, Francis; Shackleton, Michael (2007), The European Parliament (7th izd.), London: John Harper, str. 151, ISBN 978-0-9551144-7-2 ), London: John Harper, str. 151, ISBN 978-0-9551144-7-2 |                           |         |                     |

## Odnosi s Srednjo Azijo
Odbor za zunanje zadeve je z rednimi obiski in srečanji vzpostavil močno sodelovanje s Kazahstanom, najuspešnejšo državo Srednje Azije. Evropski parlament in Kazahstan organizirata letna srečanja parlamentarnega odbora za sodelovanje.